# Мецана
Меца̀на (на италиански: Mezzana; на ладински: Mezana, Мезана) е село и община в Северна Италия, автономна провинция Тренто, автономен регион Трентино-Южен Тирол. Разположено е на 940 m надморска височина. Населението на общината е 893 души (към 2017 г.).